# Musculus obliquus capitis inferior
Der Musculus obliquus capitis inferior (lateinisch für „unterer schräger Kopfmuskel“, bei Tieren als „hinterer schiefer Kopfmuskel“ – Musculus obliquus capitis caudalis – bezeichnet) ist ein Skelettmuskel im Bereich des Nackens und liegt an der Rückseite des zweiten Kopfgelenks. Er zieht vom Dornfortsatz des Axis zum Atlasflügel (Massa lateralis).
Er ist einer der vier, zur sogenannten ortsständigen Rückenmuskulatur gehörigen kurzen Nackenmuskeln, zu denen außerdem noch Musculus rectus capitis posterior major, Musculus rectus capitis posterior minor und Musculus obliquus capitis superior gehören. Der Musculus obliquus capitis inferior ist aber der einzige dieser kurzen Nackenmuskeln, der nicht am Hinterhaupt selbst ansetzt. Diese hintere Gruppe der subokzipitalen Muskeln wird vom Rückenast (Ramus dorsalis) des ersten Spinalnerv des Halses (C1) innerviert und ist von besonderer Bedeutung ür feinabgestimmte Bewegungen der Kopfgelenke beziehungsweise die Feineinstellungen der Kopfhaltung. Zusammen mit dem Musculus rectus capitis posterior major und Musculus obliquus capitis superior bildet der Musculus obliquus capitis inferior eine im Dreieck angeordnete Muskelgruppe, die als Vertebralisdreieck bezeichnet wird.